# Saba Kidane
Saba Kidane (Asmara, 1978) es una periodista, escritora y activista eritrea. La mayor parte de su obra está en tigriña.
Con trece años, dejó la escuela para unirse al Frente Popular para la Liberación de Eritrea retomando los estudios en 1995. Fue directora de programación en una radio juvenil.
En 2001 se le negó el visado para visitar Estados Unidos de América. Es madre soltera.